# Onódi Béla (festő)
Onódi Béla (eredeti neve: Odstrcil Béla) (Budapest, 1900. augusztus 15. – Szentendre, 1991. március 5.) magyar festőművész, grafikusművész.

## Életpályája
Szülei: Odstrcil/Osztrcsik József és Suran Judit voltak. 1918–1920 között a Magyar Képzőművészeti Főiskolán Balló Ede és Réti István tanítványa volt. 1918-ban változtatta meg nevét Onódi-ra. 1918-ban főiskolai ösztöndíjjal Nagybányára, 1919-ben pedig a kecskeméti művésztelepre látogatott. 1921–1927 között Amerikában és Párizsban élt; Philadelphiában illusztrátorként dolgozott. 1923-ban a Párizsba látogatott; Jeges Ernővel Barbizonba utazott. 1926-ban a szentendrei művésztelep alapító tagja volt, 1926–1941 között itt dolgozott. 1928-ban a Szentendrei Festők Társaságának alapító tagja volt. 1932–1933 között ő is részt vett a szentendrei Keresztelő Szent János plébániatemplom kifestésében. 1942-ben ösztöndíjjal Erdélybe ment. 1946-ban kizárták a teleptagok sorából.

## Festményei
- Szentendrei szőlők (1930)
- Út a Szamárhegyre (1934)
- Szentendre hegyoldalról nézve (1934)
- Szentendre városszéli utca (1934)
- Gyergyószentmiklósi táj (1942)
- Szentendre (1942, 1984)
- Szentendrei részlet (1958)
- Szentendrei utca (1960)
- Párás reggel (1960)
- Dunakanyar 1961 (1961)
- Gyümölcsös csendélet (1968)
- Krizantémok (1969)
- Kancsós csendélet almákkal (1973)
- Műterem festőállvánnyal (1975)
- Az első szentendrei művésztetep házai (Pannóniatelep) (1977)
- Dalmát tengerpart (1983)
- Falu a Dalmát tengerparton (1983)
- Virágcsendélet (1986)

## Könyvei
- Életutam (önéletrajzi írás, 1984)

## Kiállításai

### Egyéni
- 1958, 1965 Szentendre
- 1965 Szeged
- 1979–1980, 1982, 1985 Budapest
- 1981 Debrecen
- 1982 Kaposvár
- 1984 Nagytarcsa

### Válogatott, csoportos
- 1952–1953, 1956–1988, 1994–1995 Szentendre
- 1962 Esztergom,  Tata
- 1969 Debrecen
- 1971, 1976 Budapest

## Díjai
- Szocialista Kultúráért (1980)
- Szentendréért emlékérem (1980)
- Pest megye múzeumaiért emlékérem (1980)
- Munka Érdemrend arany fokozata (1985)
- Szentendre díszpolgára (1988)